# 88e division d'infanterie territoriale
Pour les articles homonymes, voir 88e division d'infanterie.
La 88e division d’infanterie territoriale est le nom d'une unité de l’armée française.

## Les chefs de la88edivision d'infanterie territoriale
- 12 septembre 1914 : Général Curé
- 16 novembre 1914 : Général de Trentinian
- 21 novembre 1914 - 6 mars 1917 : Général Gallet

## Première Guerre mondiale

### Composition
Mobilisée dans la 11e Région.
- 175e brigade d'infanterie :

81e régiment d'infanterie territoriale d'août 1916 à mars 1917
82e régiment d'infanterie territoriale d'août 1914 à mars 1917
- 176e brigade d'infanterie :

83e régiment d'infanterie territoriale d'août 1914 à mars 1917
84e régiment d'infanterie territoriale d'août 1914 à mars 1917
- 2 escadrons du 3e régiment de dragons.
- 1 groupe territorial du 20e régiment d'artillerie de campagne.
- 1 groupe territorial du 28e régiment d'artillerie de campagne.
- 3e compagnie du 11e bataillon territorial du génie.

### Historique

#### 1914
- 11 – 22 août : concentration à Nantes. À partir du 18 août, transport par V.F. dans la région de Choisy-le-Roi ; instruction.
- 22 août – 11 septembre : transport par V.F. vers Templeuve : 24 août, attaque allemande ; combats vers Tournai et vers Templeuve. À partir du 25 août, repli par Liévin, Lens et Abbeville, sur la région de Quincampoix ; travaux et instruction.
- 11 – 26 septembre : mouvement par la région de Beauvais, vers celle d'Amiens. À partir du 18 septembre, mouvement par étapes en direction de Péronne ; couverture vers Corbie, puis mouvement vers la région de Bapaume.
- 26 septembre – 8 octobre : engagée dans la 1re Bataille de Picardie :

26 septembre : combats de Beaulencourt et du Transloy.
27 septembre - 4 octobre : combats de Beaumont-Hamel, de Thiepval, de Beaucourt-sur-l'Ancre et de Miraumont.
4 au 8 octobre, combats dans la région d'Hébuterne.
- 8 octobre – 14 novembre : mouvement vers le sud d'Arras ; travaux d'organisation défensive.

#### 1915 - 1916
- 14 novembre 1914 – 16 février 1916 : occupation d'un secteur vers Berles-au-Bois et le nord de Brétencourt : participation, dans cette région, aux combats du 17 décembre.

23 février 1915 : extension du front, à gauche, jusqu'à Agny. Au cours des 2e et 3e Batailles d'Artois, mission défensive dans le même secteur. À partir du 1er septembre, front réduit, à gauche, jusqu'à l'est de Brétencourt, puis étendu à gauche, le 4 novembre, jusqu'à Château-Crinchon.
25 novembre : front réduit, à droite, jusque vers Ransart.
- 16 février – 20 juillet : retrait du front ; repos au sud de Saint-Pol-sur-Ternoise. À partir du 1er mars, mouvement par étapes vers Aumale, puis, à partir du 8, vers Grandvilliers et Crèvecœur-le-Grand. À partir du 10 mars, transport par V.F. dans la région de Montbéliard ; travaux sur le front Delle, Saint-Hippolyte. À partir du 8 avril, transport par V.F. dans la région de Nancy ; travaux.
- 20 juillet 17 novembre : mouvement vers le front, et à partir du 25 juillet, occupation d'un secteur entre Flirey et l'étang de Vargévaux[2].
- 17 novembre 1916 – 14 janvier 1917 : retrait du front ; repos vers Vaucouleurs, puis travaux à l'est de Nancy.

#### 1917
- 14 janvier – 6 mars : mouvement vers le front et occupation d'un secteur vers l'est de Nomeny et Brin.
- 6 - 7 mars : retrait du front et transformation en 88e D.I. Active.